# Vůz Bbdgmee236 ČD
Vozy řady Bbdgmee236, číslované v intervalu 61 54 84-71, jsou jednou z řad víceúčelových osobních vozů druhé třídy z vozového parku Českých drah. Vozy vznikly mezi lety 2012 a 2014 modernizací všech vozů řad BDbmsee447, Bdhmsee448 a Bdhmsee451 vyjma vozu BDbmsee447 č. 100.

## Vznik řady
V prosinci 2010 vyhlásily České dráhy soutěž na modernizaci 64 vozů BDbmsee447, BDhmsee448 a BDhmsee451. V září 2011 bylo výběrové řízení ukončeno. Soutěž vyhrála slovenská společnost ŽOS Trnava. Vzhledem ke krátké době určené na realizaci zakázky měla být část vozů rekonstruována v MOVO Plzeň. V Trnavě měly být rekonstruovány vozy č. 001–014 a 051–064 (28 vozů), v Plzni pak 015–050 (36 vozů). V roce 2012 došlo k přesunutí výroby z Plzně. V Plzni tak byly zrekonstruovány pouze vozy 015-020 a 022 (7 vozů), vozy 021 a 023-050 (29 vozů) byly modernizovány v Pars nova Šumperk.
Celková cena zakázky činila asi 1,5 miliardy Kč, čili necelých 23,5 milionu Kč za vůz.

## Technický popis
Jsou to klimatizované vozy typu UIC-Z o délce 26 400 mm. Mají upravené podvozky GP 200 S 25/85 vybavené kotoučovými a nouzovou elektromagnetickou kolejnicovou brzdou. Nejvyšší povolená rychlost těchto vozů je 160 km/h.
Vnější nástupní dveře těchto vozů jsou předsuvné, mezivozové přechodové jsou poloautomatické. Vnitřní oddílové dveře těchto vozů jsou posuvné. Všechny dveře ve voze jsou ovládány pomocí tlačítek. Na straně oddílů mají okna výklopná v horní čtvrtině, na druhé straně vozu mají okna výhradně pevná.
Vozy jsou plně vybaveny pro přepravu až dvou vozíčkářů, mají velké vnější dveře spolu s nakládací plošinou, bezbariérové WC i speciální kupé.
Vozy mají 41 sedaček, z toho 24 ve čtyřech šestimístných kupé, 12 v malém velkoprostorovém oddílu a pět (z toho dvě sklopné) v kupé pro vozíčkáře. Mimo to se ještě ve velkém oddíle u nástupních dveří pro tělesně postižené nachází několik nouzových sklopných sedaček. Všechny sedačky vyjma sklopných jsou polohovatelné.
Mezi další výbavu patří malý služební oddíl a 12 háků pro přepravu jízdních kol. Při rekonstrukci byl dosazován uzavřený systém WC, zásuvky 230 V a elektronický rezervační a informační systém.
Na vozy byl již z výroby aplikován nový modro-bílý korporátní nátěr Českých drah od studia Najbrt.

## Modernizace
Na začátku roku 2014 proběhlo setkání zástupců Českých drah s vozíčkáři. Při setkání si vozíčkáři vyzkoušeli pro ně určené zázemí vozu č. 058. Na základě jejich poznatků mělo být všech 64 vozů postupně upraveno. Celková cena této modernizací činila 16 milionů Kč.

## Provoz
Vůz poprvé vyjel s cestujícími 20. července 2012. Vozy bývaly po jednom kuse řazeny na vlacích kategorií expres, EuroCity a některých rychlících. První pravidelné nasazení na rychlících proběhlo 12. srpna 2013 na trase Praha – Plzeň – Cheb.
V GVD 2020/21 jezdily na dálkových vlacích Ex1 Praha - Bohumín - Žilina/Warszawa, Ex2 Praha - Vsetín - Púchov, Ex3 Praha - Břeclav - Budapešť, Ex6 Praha - Plzeň - Cheb, Ex7 Praha - České Budějovice - Linz, R11 Brno - Jihlava - České Budějovice - Plzeň, R15 Praha - Ústí n. L. - Cheb, R16 Praha - Klatovy - Železná Ruda, R18 Praha - Luhačovice/Zlín/Veselí nad Moravou a R19 Praha - Česká Třebová - Brno. Okrajově jezdily také na regionálních vlacích, a to na několika osobních a spěšných vlacích Klatovy - Plzeň - Rokycany - Hořovice a Strakonice - České Budějovice.

## Galerie

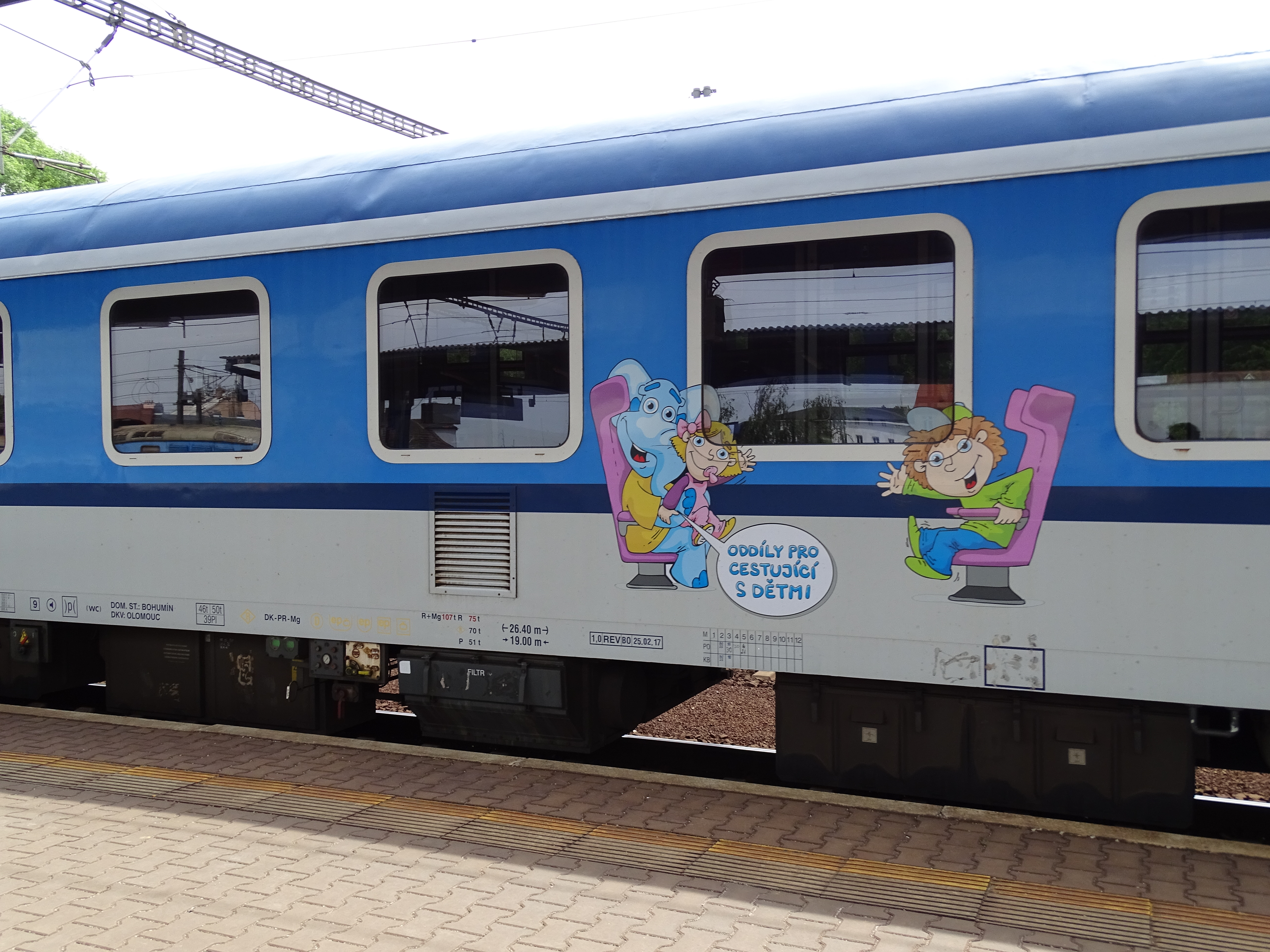
Vnější upozornění na oddíly pro cestující s dětmi
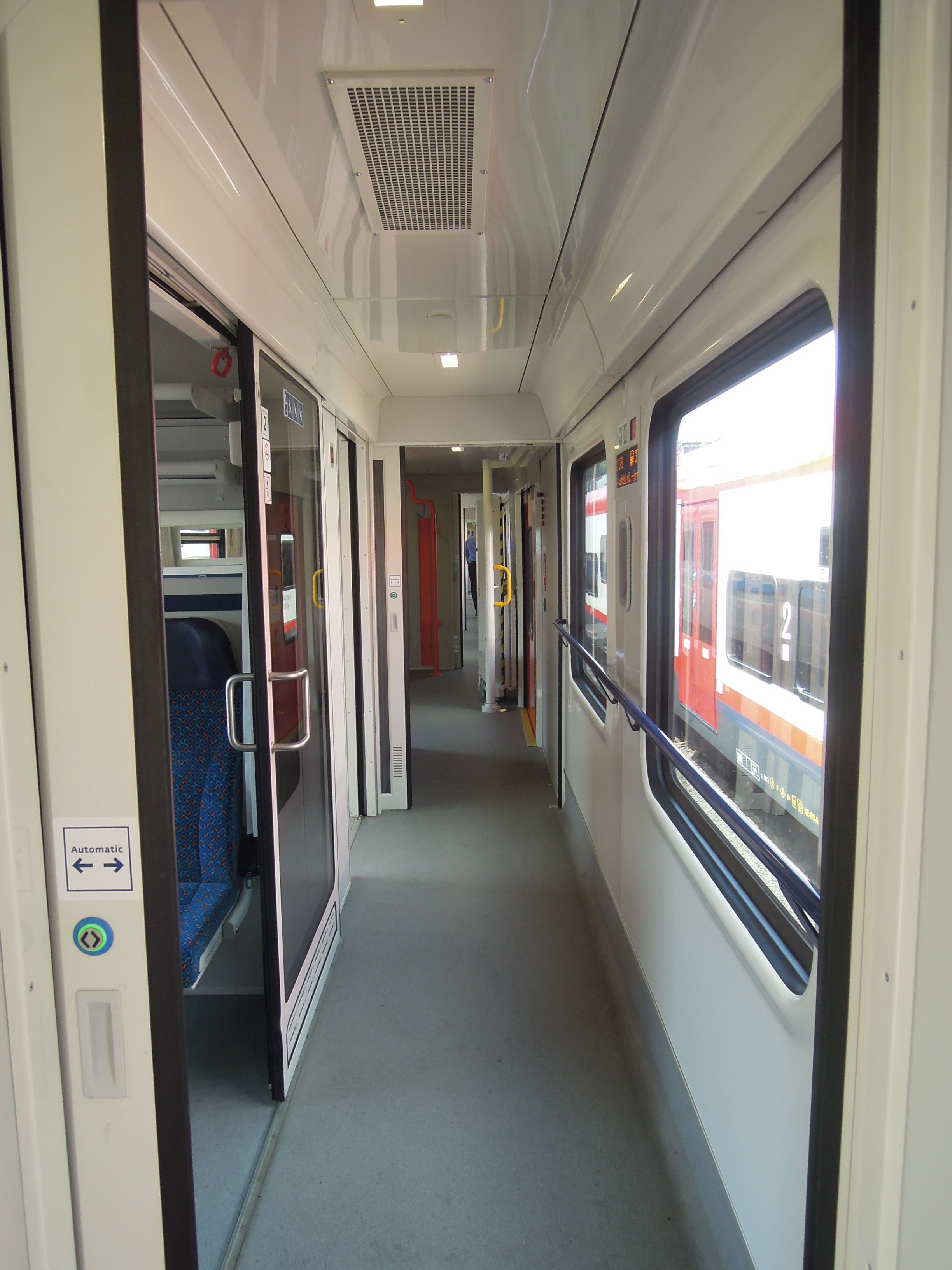
Interiér vozu
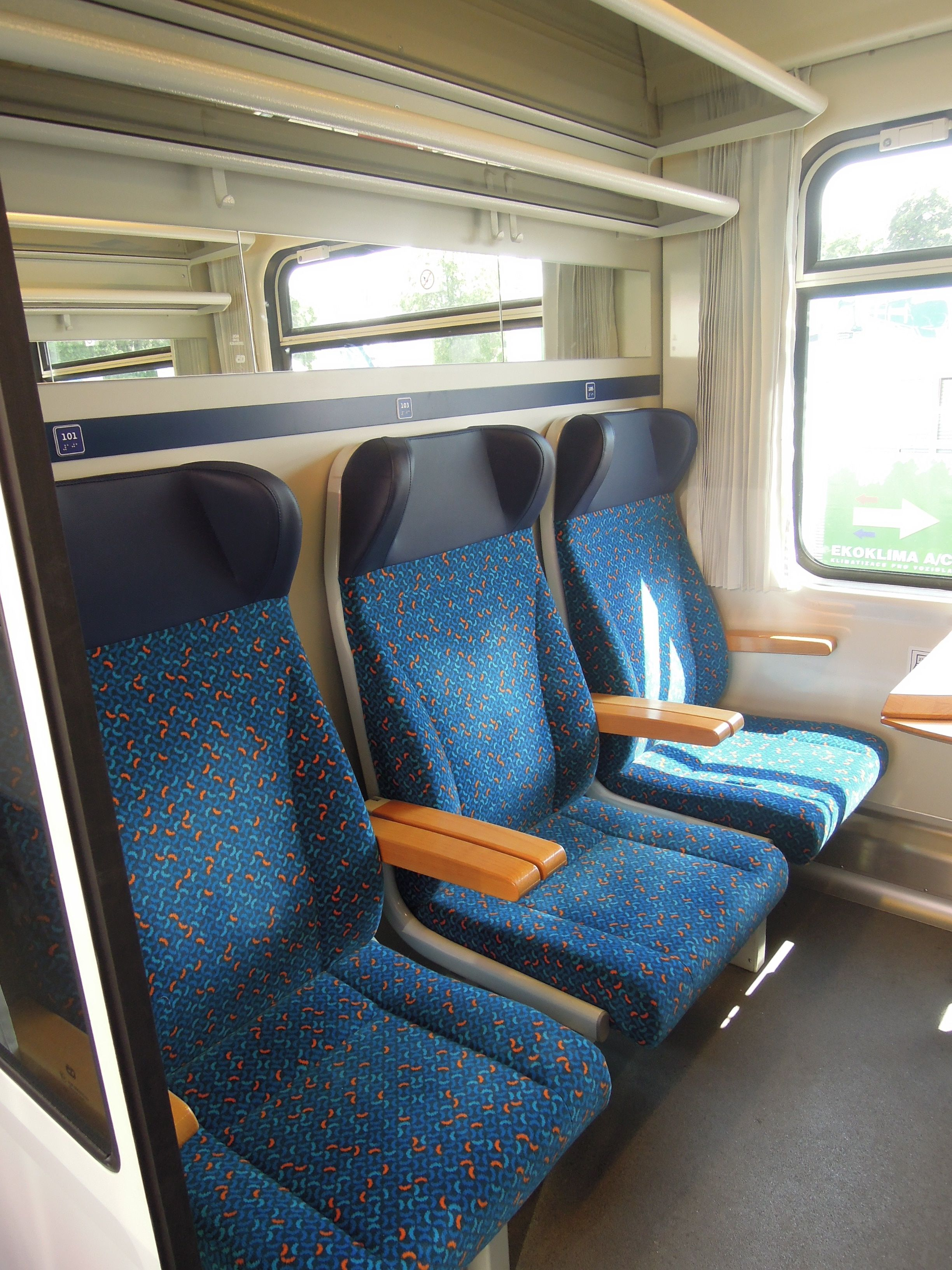
Oddíl pro cestující
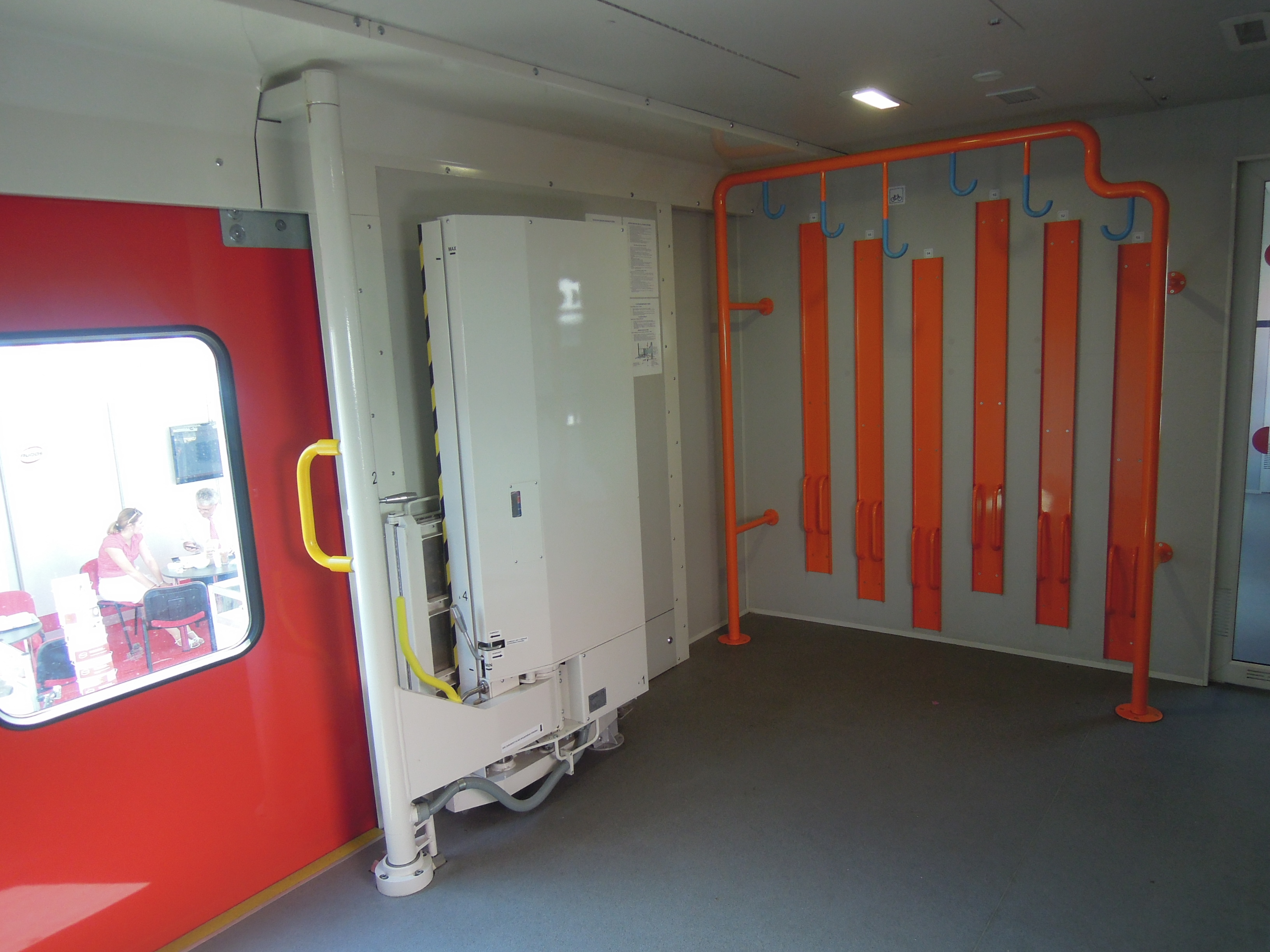
Služební část pro nástup invalidních cestujících a pro přepravu jízdních kol